# Bohdan Bojčuk
Bohdan Serhijovyč Bojčuk (in ucraino Богдан Сергійович Бойчук?; Cherson, 30 maggio 1996) è un calciatore ucraino, centrocampista del Bukovyna Černivci.

## Carriera

### Club
Cresciuto nel settore giovanile del Metalist, ha esordito in prima squadra il 24 agosto 2014 disputando l'incontro di Coppa d'Ucraina vinto 0-1 contro il Sumy.

### Nazionale
Ha giocato nella nazionale ucraina Under-16.

## Palmarès

### Club

#### Competizioni nazionali
- Coppa di Moldavia: 1

Zaria Bălți: 2015-2016